# Пять рублей (золотая монета)
Пять рублей — монета Российской империи, отчеканенная из золота.

## Описание монет

### Елизавета Петровна
Во времена правления Елизаветы Петровны пять рублей чеканились из золота 917 пробы, их диаметр составляет от 25,1 до 25,7 мм, а вес равен 8,26 г, чистого золота 7,56 г. Были выпущены в Красном монетном дворе в количестве 5842 экземпляров. Гурт является шнуровидным.
На аверсе пяти рублей 1755 года изображён правый профильный портрет Елизаветы Петровны в императорской горностаевой мантии, которая расшита двуглавыми орлами. На голове расположена императорская корона, в причёску вплетены украшения. Через правое плечо надета Андреевская лента. Без обозначения монетного двора. Круговая надпись: «Б∙М∙ЕЛИСАВЕТЪ∙I∙IМП∙IСАМОД∙ВСЕРОС∙». На реверсе изображены четыре украшенных щита с гербами царств Российской империи, которые расположены в виде креста. В центре расположен двуглавый орёл, увенчанный тремя императорскими коронами. В правой лапе он сжимает скипетр, в левой держит державу. Вверху расположен герб Москвы; внизу — царства Сибирского; справа — царства Казанского; слева — царства Астраханского. Вокруг орла воспроизведены четыре розы. Цифры даты «1755» указаны на поле между щитами. Круговая надпись: «IМПРСКАЯ РОССЇИС МОН. ЦЕНА ПЯТЬ. РUБ».
Пять рублей Елизаветы Петровны чеканились с 1755 по 1759 год, у которых существуют разновидности и новоделы.
| Разновидности пяти рублей Елизаветы Петровны | Разновидности пяти рублей Елизаветы Петровны | Разновидности пяти рублей Елизаветы Петровны | Разновидности пяти рублей Елизаветы Петровны | Разновидности пяти рублей Елизаветы Петровны                      | Разновидности пяти рублей Елизаветы Петровны |
| Год                                          | Номер по каталогу Биткина                    | Ориентировочная редкость по каталогу Биткина | Разновидность                                | Описание разновидности                                            | Тираж                                        |
| -------------------------------------------- | -------------------------------------------- | -------------------------------------------- | -------------------------------------------- | ----------------------------------------------------------------- | -------------------------------------------- |
| 1755                                         | #82                                          | R2                                           | —                                            | Без обозначения монетного двора                                   | 5842                                         |
| 1755                                         | #Н552                                        | R4                                           | 1                                            | Диаметр составляет 24 мм                                          | —                                            |
| 1755                                         | #Н553                                        | R4                                           | 1                                            | Диаметр составляет 24 мм                                          | —                                            |
| 1755                                         | #Н554                                        | R4                                           | 2                                            | Диаметр составляет 25 мм                                          | —                                            |
| 1756                                         | #47                                          | R1                                           | 1                                            | Круговая надпись крупным шрифтом, без обозначения монетного двора | 13 005                                       |
| 1756                                         | #48                                          | R1                                           | 2                                            | Круговая надпись мелким шрифтом, без обозначения монетного двора  | 13 005                                       |
| 1756                                         | #Н83                                         | R3                                           | —                                            | —                                                                 | —                                            |
| 1756                                         | #84                                          | R1                                           | —                                            | —                                                                 | 24 597                                       |
| 1756                                         | #Н85                                         | R3                                           | —                                            | —                                                                 | —                                            |
| 1757                                         | #86                                          | R1                                           | —                                            | —                                                                 | —                                            |
| 1758                                         | #49                                          | R1                                           | —                                            | —                                                                 | 16 987                                       |
| 1758                                         | #87                                          | R2                                           | —                                            | —                                                                 | 8052                                         |
| 1759                                         | #88                                          | R2                                           | —                                            | —                                                                 | 2354                                         |

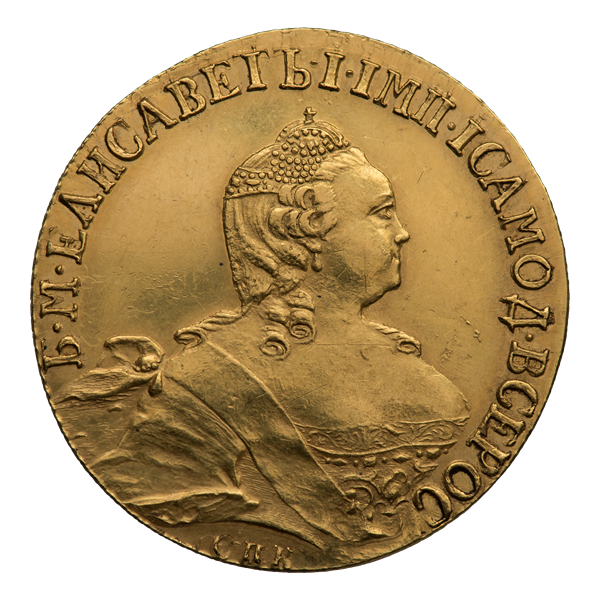
Аверс новодела пяти рублей 1755 года (Биткин #Н554/R4)
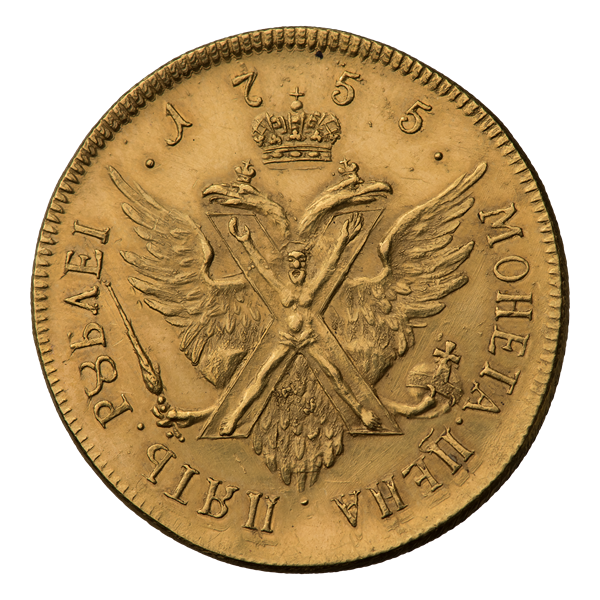
Реверс
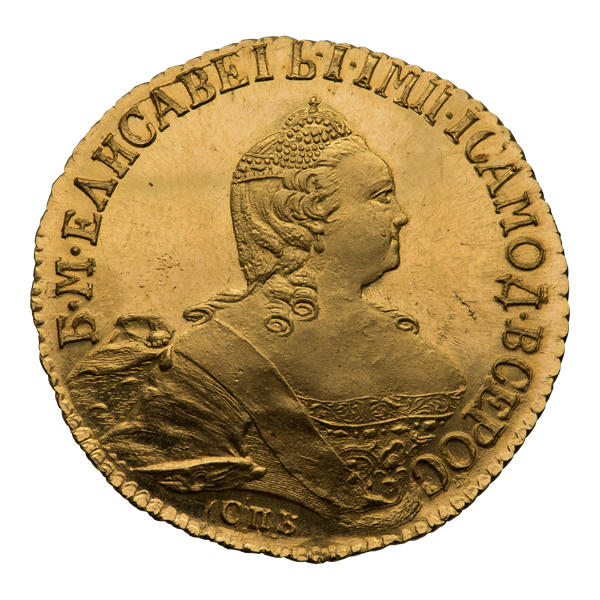
Аверс новодела пяти рублей 1755 года (Биткин #Н85/R3)
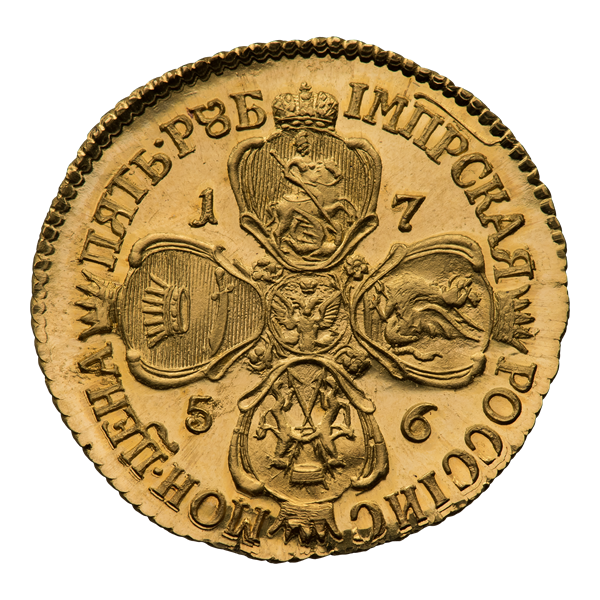
Реверс

### Пётр III
Во времена правления Петра III пять рублей чеканились из золота 917 пробы, их диаметр составляет 25,6 мм, а вес равен 8,28 г, чистого золота 7,59 г. Были выпущены в Санкт-Петербургском монетном дворе в количестве 9482 экземпляров. Гурт является шнуровидным.
На аверсе пяти рублей 1762 года изображён правый профильный портрет Петра II, на голове которого расположен парик с косой, перевязанный лентой. Бюст воспроизведён в кирасе с орлом на груди в императорской мантии. Через правое плечо надета Андреевская лента. Круговая надпись: «ПЕТРЪ∙III∙Б∙М∙IМП∙IСАМОДЕРЖ∙ВСЕРОС». Под бюстом обозначен монетный двор: «СПБ». На реверсе изображена крестообразная композиция из гербов — Московского, Казанского, Сибирского и Астраханского царств, в центре располагается герб Российской империи. В полях между щитами указана дата: «1762». Круговая надпись: «IМПРСКАЯ РОССÏИС МОН∙ЦЕНА ПЯТЪ∙РUБ».
Пять рублей Петра III чеканились исключительно в 1762 году, разновидности отсутствуют.

### Екатерина II
Во времена правления Екатерины II пять рублей чеканились из золота 917 пробы, их диаметр составляет от 25,8 до 26,1 мм, а вес равен 8,26 г, чистого золота 7,56 г. Были выпущены в Красном монетном дворе в количестве 20 913 экземпляров. Гурт является шнуровидным.
На аверсе пяти рублей 1762 года изображён правый профильный портрет Екатерины II в богато украшенном платье и мантии. Через правое плечо надета Андреевская лента. На голове расположена малая императорская корона, волосы украшены жемчугом и драгоценными камнями. На правом плече воспроизведены два локона. Круговая надпись: «Б∙М∙ЕКАТЕРИНА∙II∙IMП∙IСАМОД∙ВСЕРОС». Под бюстом обозначен монетный двор: «СПБ». На реверсе изображена крестообразная композиция из гербов — Московского, Казанского, Сибирского и Астраханского царств, в центре располагается герб Российской империи. В полях между щитами указана дата: «1762». Круговая надпись: «IМПРСКАЯ РОССÏИС МОН∙ЦЕНА ПЯТЪ∙РUБ».
Характеристики пяти рублей Екатерины II с последующими годами менялись: с 1764 года диаметр составляет 23 мм, а вес равен 6,54 г, чистого золота 6,00 г. Были выпущены в Санкт-Петербургском монетном дворе в количестве 24 672 экземпляра.
Пять рублей Екатерины II чеканились с 1762 по 1763 и с 1766 по 1796 годы, у которых существуют разновидности и новоделы.
| Разновидности пяти рублей Екатерины II | Разновидности пяти рублей Екатерины II | Разновидности пяти рублей Екатерины II       | Разновидности пяти рублей Екатерины II | Разновидности пяти рублей Екатерины II | Разновидности пяти рублей Екатерины II |
| Год                                    | Номер по каталогу Биткина              | Ориентировочная редкость по каталогу Биткина | Разновидность                          | Описание разновидности                 | Тираж                                  |
| -------------------------------------- | -------------------------------------- | -------------------------------------------- | -------------------------------------- | -------------------------------------- | -------------------------------------- |
| 1762                                   | #6                                     | R1                                           | —                                      | —                                      | 20 913                                 |
| 1763                                   | #3                                     | R3                                           | —                                      | —                                      | —                                      |
| 1763                                   | #7                                     | R3                                           | —                                      | —                                      | 7515                                   |
| 1763                                   | #Н8                                    | R4                                           | —                                      | Круговая надпись мелким шрифтом        | —                                      |
| 1764                                   | #55                                    | R                                            | 1.1                                    | —                                      | 20 913                                 |
| 1765                                   | #56                                    | R                                            | 1.1                                    | —                                      | 51 088                                 |
| 1765                                   | #57                                    | R                                            | 1.2                                    | Инициалы медальёра «Т.1»               | 51 088                                 |
| 1766                                   | #60                                    | R                                            | II.1                                   |                                        | 34 200                                 |
| 1766                                   | #61                                    | R1                                           | II.2                                   | Портрет шире                           | 34 200                                 |
| 1767                                   | #62                                    | R                                            | II.1                                   | Портрет уже                            | 90 000                                 |
| 1768                                   | #63                                    | R1                                           | II.1                                   | Портрет уже                            | 19 700                                 |
| 1768                                   | #Н58                                   | R4                                           | —                                      | —                                      | —                                      |
| 1769                                   | #64                                    | R1                                           | II.1                                   | Портрет уже                            | 16 000                                 |
| 1770                                   | #65                                    | R1                                           | II.1                                   | Портрет уже                            | 16 000                                 |
| 1770                                   | #Н66                                   | R4                                           | II.1                                   | Портрет уже                            | —                                      |
| 1771                                   | #67                                    | R1                                           | II.1                                   | Портрет уже                            | 12 000                                 |
| 1772                                   | #68                                    | R1                                           | II.1                                   | Портрет уже                            | 14 054                                 |
| 1773                                   | #69                                    | R1                                           | II.3                                   | —                                      | 15 525                                 |
| 1774                                   | #70                                    | R1                                           | II.3                                   | —                                      | 15 350                                 |
| 1775                                   | #71                                    | R1                                           | II.3                                   | —                                      | 10 000                                 |
| 1776                                   | #72                                    | R                                            | II.3                                   | —                                      | 20 310                                 |
| 1776                                   | #Н73                                   | R3                                           | II.3                                   | —                                      | —                                      |
| 1776                                   | #Н74                                   | R4                                           | II.3                                   | —                                      | —                                      |
| 1777                                   | #Н59                                   | R3                                           | —                                      | —                                      | —                                      |
| 1777                                   | #75                                    | R4                                           | III.1                                  | —                                      | —                                      |
| 1778                                   | #76                                    | R                                            | III.1                                  | —                                      | 23 000                                 |
| 1780                                   | #77                                    | R                                            | III.1                                  | —                                      | 26 000                                 |
| 1780                                   | #Н78                                   | R3                                           | III.1                                  | —                                      | —                                      |
| 1781                                   | #79                                    | R                                            | III.1                                  | —                                      | 62 543                                 |
| 1782                                   | #80                                    | R                                            | III.1                                  | —                                      | 39 000                                 |
| 1782                                   | #Н81                                   | R3                                           | III.1                                  | —                                      | —                                      |
| 1783                                   | #82                                    | R                                            | III.2                                  | Шея короткая                           | 33 419                                 |
| 1783                                   | #Н83                                   | R3                                           | III.2                                  | Шея короткая                           | —                                      |
| 1784                                   | #84                                    | R1                                           | III.2                                  | Шея короткая                           | 3000                                   |
| 1785                                   | #85                                    | R                                            | III.2                                  | Шея короткая                           | 47 072                                 |
| 1785                                   | #Н86                                   | R3                                           | III.2                                  | Шея короткая                           | —                                      |
| 1786                                   | #87                                    | R                                            | III.2                                  | Шея короткая                           | 74 000                                 |
| 1788                                   | #88                                    | R1                                           | III.2                                  | Шея короткая                           | 12 000                                 |
| 1788                                   | #Н89                                   | R2                                           | III.2                                  | Шея короткая                           | —                                      |
| 1789                                   | #90                                    | R1                                           | III.2                                  | Шея короткая                           | 12 000                                 |
| 1790                                   | #91                                    | R2                                           | III.2                                  | Шея короткая                           | 20 000                                 |
| 1790                                   | #Н92                                   | R3                                           | III.2                                  | Шея короткая                           | —                                      |
| 1791                                   | #93                                    | R1                                           | III.2                                  | Шея короткая                           | 48 800                                 |
| 1791                                   | #Н94                                   | R3                                           | III.2                                  | Шея короткая                           | —                                      |
| 1792                                   | #95                                    | R1                                           | III.2                                  | Шея короткая                           | 112 110                                |
| 1792                                   | #Н96                                   | R2                                           | III.2                                  | Шея короткая                           | —                                      |
| 1794                                   | #97                                    | R1                                           | III.2                                  | Шея короткая                           | 6906                                   |
| 1794                                   | #Н98                                   | R2                                           | III.2                                  | Шея короткая                           | —                                      |
| 1795                                   | #99                                    | R1                                           | III.2                                  | Шея короткая                           | 20 401                                 |
| 1795                                   | #Н100                                  | R3                                           | III.2                                  | Шея короткая                           | —                                      |
| 1796                                   | #101                                   | R1                                           | III.2                                  | Шея короткая                           | —                                      |
| 1796                                   | #Н102                                  | R3                                           | III.2                                  | Шея короткая                           | —                                      |

### Павел I
Во времена правления Павла I пять рублей чеканились из золота 986 пробы, их диаметр составляет 23 мм, а вес равен 6,08 г, чистого золота 6,00 г. Были выпущены в Санкт-Петербургском монетном дворе в количестве 147 473 экземпляров. Гурт является шнуровидным — наклон насечки влево.
На аверсе пяти рублей 1798 года изображена монограмма императора в виде четырёх букв «П», которые увенчаны коронами. В центре расположена римская цифра «I», в углах — цифра «5». Круговая надпись: «ПЯТЬ РУБЛЕЙ 1798 ГОДА ∙». На реверсе в четырёхугольном картуше изображена надпись в четыре строки: «НЕ НАМЪ НЕ НАМЪ А ИМЯНИ ТВОЕМУ». В левом нижнем углу обозначен монетный двор: «С∙М». В правом указаны инициалы минцмейстера: «Ф∙Ц» — Ф. Цетреус.
Пять рублей Павла I чеканились с 1798 по 1801 год, у которых существуют разновидности и новоделы. При императоре в Санкт-Петербурге с 1796 по 1799 год монеты чеканились на Санкт-Петербургском монетном дворе, с 1800 по 1801 год — на Временном Банковском монетном дворе в здании Ассигнационного банка.
| Разновидности пяти рублей Павла I | Разновидности пяти рублей Павла I | Разновидности пяти рублей Павла I            | Разновидности пяти рублей Павла I | Разновидности пяти рублей Павла I | Разновидности пяти рублей Павла I |
| Год                               | Номер по каталогу Биткина         | Ориентировочная редкость по каталогу Биткина | Разновидность                     | Описание разновидности            | Тираж                             |
| --------------------------------- | --------------------------------- | -------------------------------------------- | --------------------------------- | --------------------------------- | --------------------------------- |
| 1798                              | #1                                | R                                            | 1                                 | —                                 | 147 473                           |
| 1798                              | #2                                | R1                                           | 2                                 | «СП ОМ» под картушем              | 147 473                           |
| 1798                              | #Н3                               | R3                                           | 2                                 | «СП ОМ» под картушем              | —                                 |
| 1799                              | #4                                | R                                            | 1                                 | —                                 | 107 814                           |
| 1800                              | #5                                | R                                            | 1                                 | —                                 | 65 602                            |
| 1800                              | #6                                | R1                                           | 2                                 | «СП ОМ» под картушем              | 65 602                            |
| 1800                              | #Н7                               | R4                                           | 1                                 | —                                 | —                                 |
| 1801                              | #8                                | R                                            | 1                                 | —                                 | 180 000                           |
| 1801                              | #Н9                               | R4                                           | 1                                 | —                                 | —                                 |

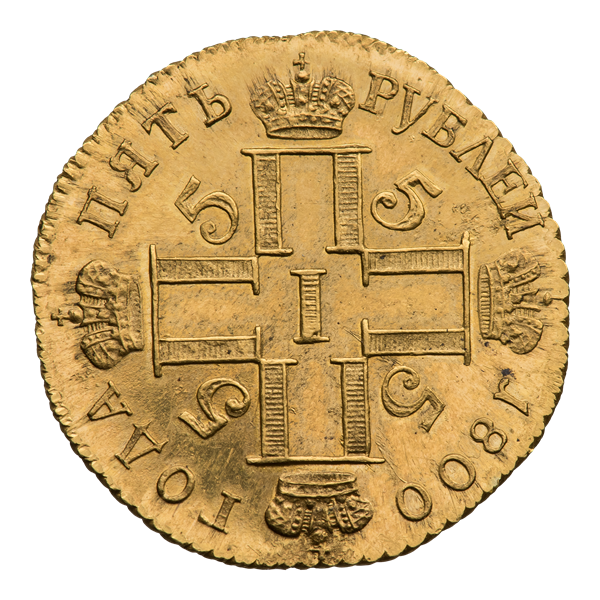
Аверс новодела пяти рублей 1800 года (Биткин #H7/R4)
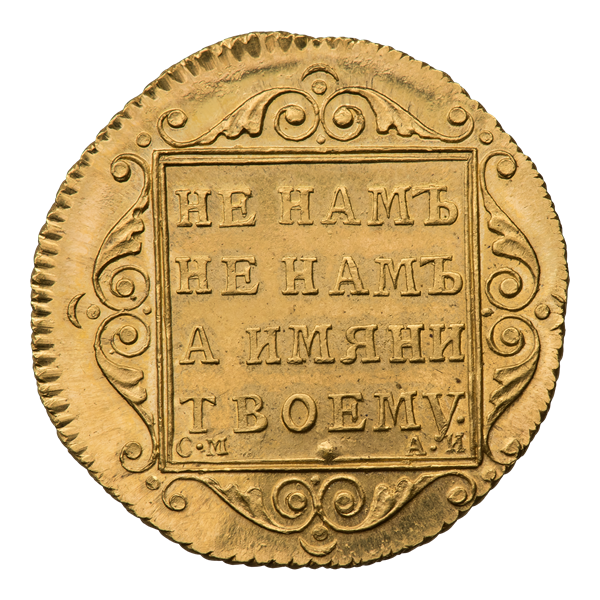
Реверс

### Александр I
Во времена правления Александра I пять рублей чеканились из золота 986 пробы, их диаметр составляет 23 мм, а вес равен 6,08 г, чистого золота 6,00 г. Были выпущены в Банковском монетном дворе в количестве 37 000 экземпляров. Гурт является шнуровидным — наклон насечки вправо.
На аверсе пяти рублей 1804 года изображена крестообразная композиция из гербов — Московского, Казанского, Сибирского и Астраханского царств, в центре расположен герб Российской империи. Вокруг российского герба воспроизведены четыре розы. Круговая надпись: «ПЯТЬ РУБЛЕЙ 1804 ГОДА». На реверсе изображена надпись в четыре строки: «ГОСУДАР= СТВЕННАЯ РОССІЙСКАЯ МОНЕТА». Над надписью располагается императорская корона, под ней обозначен монетный двор: «С∙П Б∙». Вокруг воспроизведены лавровая и дубовая ветви, которые связаны внизу лентой. Внизу указаны инициалы минцмейстера: «Х∙Л∙» — Х. Лео.
Характеристики пяти рублей Александра I с последующими годами менялись: с 1817 года проба золота 986, диаметр составляет 22,6 мм, а вес равен 6,54 г, чистого золота 6,00 г. Были выпущены в Санкт-Петербургском монетном дворе в количестве 963 145 экземпляров. Гурт является пунктирным.
Детали пяти рублей Александра I также менялись: на аверсе пяти рублей 1817 года под императорской короной изображён герб Российской империи начала XIX века — двуглавый орёл с опущенными крыльями. На груди орла расположен щит с гербом Москвы, в правой лапе горящий с обоих концов факел, фасции, перун со стрелами, развевающаяся Андреевская лента, в левой — лавровый венок. которые увенчаны коронами. Под орлом указаны инициалы минцмейстера: «М — Ф» — М. Фёдоров. Круговая надпись: «ПЯТЬ РУБЛЕЙ. 1819 ГОДА». На реверсе под императорской короной изображена надпись в четыре строки: «ЧИСТАГО ЗОЛОТА 1 ЗОЛОТН= 39 ДОЛЕЙ∙». Под чертой обозначен монетный двор: «С∙П∙Б∙». Вокруг воспроизведены лавровая и дубовая ветки, связанные лентой.
Пять рублей Павла I чеканились с 1802 по 1805 и с 1817 по 1825 год, у которых существуют разновидности и новоделы.
| Разновидности пяти рублей Александра I | Разновидности пяти рублей Александра I | Разновидности пяти рублей Александра I       | Разновидности пяти рублей Александра I | Разновидности пяти рублей Александра I | Разновидности пяти рублей Александра I |
| Год                                    | Номер по каталогу Биткина              | Ориентировочная редкость по каталогу Биткина | Разновидность                          | Описание разновидности                 | Тираж                                  |
| -------------------------------------- | -------------------------------------- | -------------------------------------------- | -------------------------------------- | -------------------------------------- | -------------------------------------- |
| 1802                                   | #10                                    | R4                                           | —                                      | «СПБ»                                  | 15                                     |
| 1802                                   | #Н11                                   | R4                                           | —                                      | «СПБ АИ»                               | —                                      |
| 1803                                   | #12                                    | R4                                           | —                                      | «СПБ ХЛ»                               | 1                                      |
| 1803                                   | #Н13                                   | R3                                           | —                                      | «СПБ»                                  | —                                      |
| 1804                                   | #14                                    | R1                                           | —                                      | «СПБ ХЛ»                               | 37 000                                 |
| 1804                                   | #Н15                                   | R3                                           | —                                      | «СПБ ХЛ»                               | —                                      |
| 1805                                   | #16                                    | R1                                           | —                                      | «СПБ ХЛ»                               | 40 545                                 |
| 1805                                   | #Н17                                   | R3                                           | —                                      | «СПБ ХЛ»                               | —                                      |
| 1817                                   | #18                                    | —                                            | —                                      | «СПБ ФГ»                               | 710 008                                |
| 1817                                   | #Н19                                   | R4                                           | —                                      | «СПБ ФГ»                               | —                                      |
| 1818                                   | #19                                    | —                                            | —                                      | «СПБ МФ»                               | 1 520 000                              |
| 1818                                   | #Н20                                   | R4                                           | —                                      | «СПБ МФ»                               | —                                      |
| 1819                                   | #20                                    | —                                            | —                                      | «СПБ МФ»                               | 963 145                                |
| 1822                                   | #21                                    | R1                                           | —                                      | «СПБ МФ»                               | 40 003                                 |
| 1823                                   | #22                                    | —                                            | —                                      | «СПБ ПС»                               | 440 000                                |
| 1824                                   | #23                                    | —                                            | —                                      | «СПБ ПС»                               | 276 000                                |
| 1825                                   | #24                                    | R3                                           | —                                      | «СПБ ПС»                               | 101 000                                |
| 1825                                   | #25                                    | R                                            | —                                      | «СПБ ПД»                               | 101 000                                |

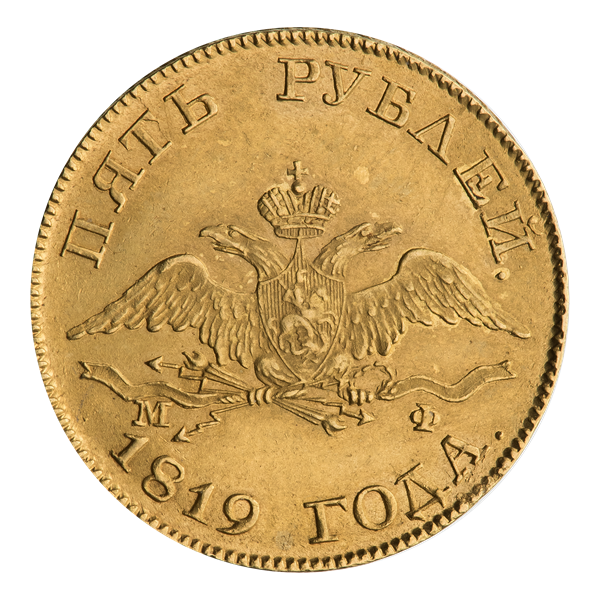
Аверс пяти рублей 1819 года, орёл крыльями вниз (Биткин #20)
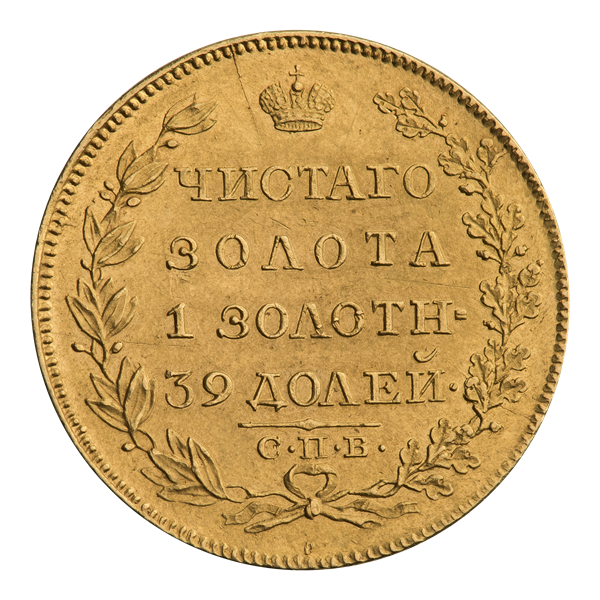
Реверс
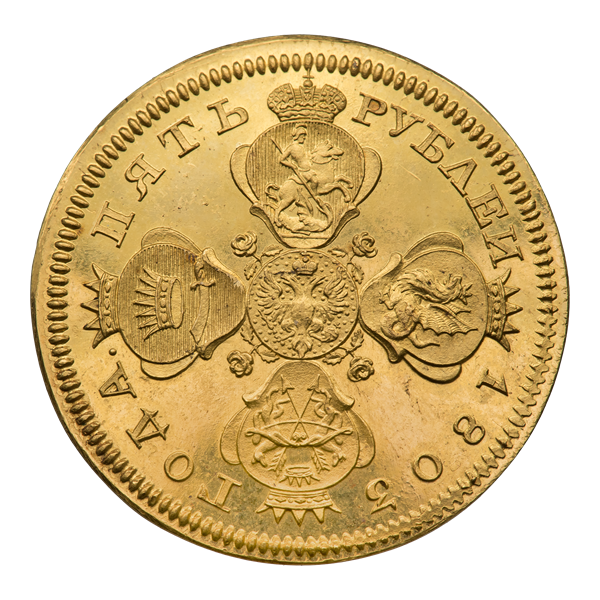
Аверс новодела пяти рублей 1803 года без букв минцмейстера (Биткин #H13/R3)
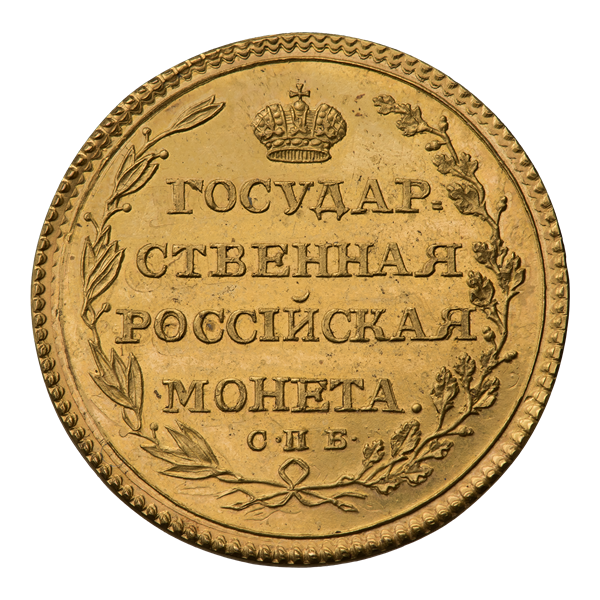
Реверс
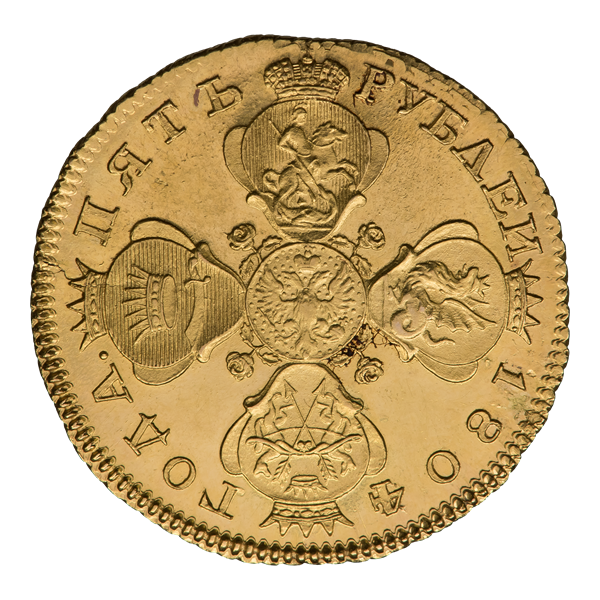
Аверс новодела пяти рублей 1804 года (Биткин #H15/R3)
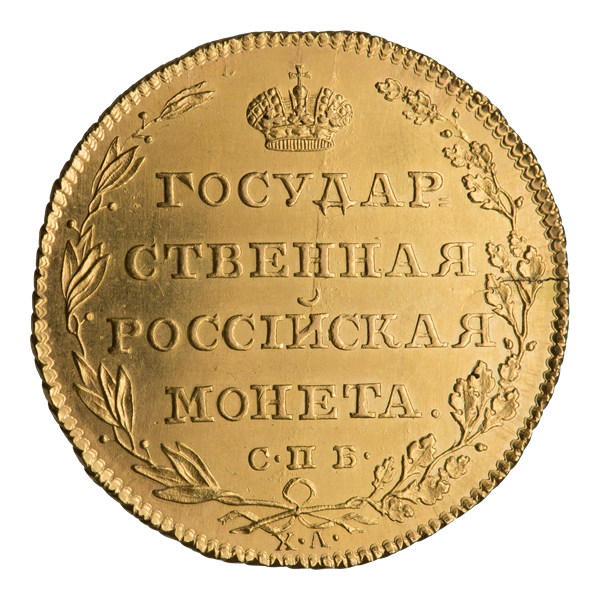
Реверс
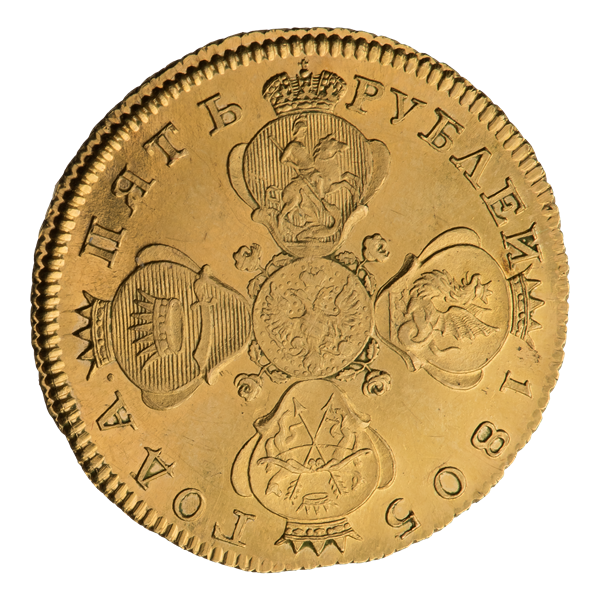
Аверс новодела пяти рублей 1805 года (Биткин #H17/R3)
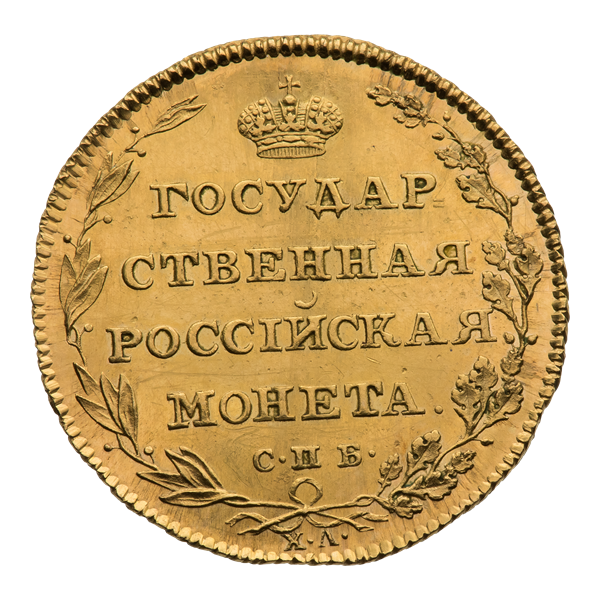
Реверс

### Николай I
Во времена правления Николая I пять рублей чеканились из золота 917 пробы, их диаметр составляет 22,7 мм, а вес равен 6,54 г, чистого золота 6,00 г. Были выпущены в Санкт-Петербургском монетном дворе в количестве 212 002 экземпляров. Гурт является пунктирным.
На аверсе пяти рублей 1826 года под императорской короной изображён герб Российской империи начала XIX века — двуглавый орёл с опущенными крыльями. На груди орла расположен щит с гербом Москвы, в лапах горящий с обоих концов факел, перун со стрелами, развевающаяся Андреевская лента, лавровый венок. Под орлом указаны инициалы минцмейстера: «П — Д» — П. Данилов. Круговая надпись: «ПЯТЬ РУБЛЕЙ. 1826 ГОДА». На реверсе под императорской короной изображена надпись в четыре строки: «ЧИСТАГО ЗОЛОТА 1 ЗОЛОТН= 39 ДОЛЕЙ∙». Под чертой обозначение монетного двора: «С∙П∙Б∙». Вокруг воспроизведены лавровая и дубовая ветви, которые связаны лентой.
Характеристики пяти рублей Николая I с последующими годами менялись: с 1832 года диаметр составляет 22,8 мм. С 1846 года диаметр составляет 22,6 мм. С 1848 года диаметр составляет 22,8 мм.
Детали пяти рублей Николая I также менялись: на аверсе пяти рублей 1832 года изображён герб Российской империи начала XIX века — двуглавый орёл с распростёртыми крыльями под тремя коронами. На груди орла расположен щит с гербом Москвы, окружённый цепью ордена Святого Андрея Первозванного. На крыльях орла расположены щиты с гербами царств Казанского, Астраханского, Сибирского, Польского, Херсонеса Таврического и княжества Финляндского. В правой лапе он сжимает скипетр, в левой держит державу. Под орлом указаны инициалы минцмейстера: «П — Д» — П. Данилов. На реверсе внутри точечного ободка изображён номинал «* 5 * РУБЛЕЙ». Под фигурной чертой указана дата: «1833» и обозначен монетный двор: «С. П. Б». Круговая надпись: «ЧИСТАГО ЗОЛОТА 1 ЗОЛОТНИКЪ 39 ДОЛЕЙ *». На аверсе пяти рублей 1846 года указаны инициалы минцмейстера: «А — Г» — А. Гертов. На реверсе под фигурной чертой указана дата: «1846». На аверсе пяти рублей 1848 года под орлом изображён знак монетного двора: «M — W» — Mennica Warszawska. На реверсе под фигурной чертой изображена дата «1848».
Диаметр у памятных пяти рублей 1832 года Николая I составляет 22,6 мм. На аверсе изображён герб Российской империи начала XIX века — государственный двуглавый орёл. Инициалы минцмейстера: «П Д» — Павел Данилов. На реверсе внутри точечного ободка изображён номинал «❀ 5 ❀ РУБЛЕЙ», под фигурной чертой указана дата «1832» и обозначен монетный двор «С. П. Б.». Над обозначением номинала полукругом расположена мемориальная надпись: «ИЗЪ РОЗС. КОЛЫВ». Круговая надпись: «❀ ЧИСТАГО ЗОЛОТА 1 ЗОЛОТНИКЪ 39 ДОЛЕЙ».
Пять рублей Николая I чеканились с 1826 по 1842, 1846 и с 1848 по 1849 годы, у которых существуют разновидности.
| Разновидности пяти рублей Николая I | Разновидности пяти рублей Николая I | Разновидности пяти рублей Николая I          | Разновидности пяти рублей Николая I | Разновидности пяти рублей Николая I                           | Разновидности пяти рублей Николая I |
| Год                                 | Номер по каталогу Биткина           | Ориентировочная редкость по каталогу Биткина | Разновидность                       | Описание разновидности                                        | Тираж                               |
| ----------------------------------- | ----------------------------------- | -------------------------------------------- | ----------------------------------- | ------------------------------------------------------------- | ----------------------------------- |
| 1826                                | #1                                  | R                                            | —                                   | «СПБ ПД»                                                      | 212 002                             |
| 1827                                | #2                                  | R3                                           | —                                   | «СПБ ПД»                                                      | —                                   |
| 1828                                | #3                                  | —                                            | —                                   | «СПБ ПД»                                                      | 604 103                             |
| 1829                                | #4                                  | —                                            | —                                   | «СПБ ПД»                                                      | 732 600                             |
| 1830                                | #5                                  | —                                            | —                                   | «СПБ ПД»                                                      | 490 005                             |
| 1831                                | #6                                  | —                                            | —                                   | «СПБ ПД»                                                      | 845 510                             |
| 1832                                | #7                                  | —                                            | 1.А «СПБ ПД»                        | Орёл образца 1832—1842 годов                                  | 480 653                             |
| 1833                                | #8                                  | —                                            | 1.А «СПБ ПД»                        | Орёл образца 1832—1842 годов                                  | 829 353                             |
| 1834                                | #9                                  | —                                            | 1.А «СПБ ПД»                        | Орёл образца 1832—1842 годов                                  | 1 346 009                           |
| 1835                                | #10                                 | —                                            | 1.А «СПБ ПД»                        | Орёл образца 1832—1842 годов                                  | 1 440 010                           |
| 1835                                | #11                                 | R3                                           | 1.1.А «СПБ»                         | Без инициалов минцмейстера                                    | 1 440 010                           |
| 1835                                | #12                                 | R3                                           | 1.А.а «ПД»                          | Орёл образца 1832—1842 годов, без обозначения монетного двора | 1 440 010                           |
| 1836                                | #13                                 | —                                            | 1.А «СПБ ПД»                        | Орёл образца 1832—1842 годов                                  | 953 021                             |
| 1836                                | #884                                | R2                                           | —                                   | —                                                             | —                                   |
| 1837                                | #14                                 | R1                                           | 1.А «СПБ ПД»                        | Орёл образца 1832—1842 годов                                  | 48 297                              |
| 1838                                | #15                                 | —                                            | 1.А «СПБ ПД»                        | Орёл образца 1832—1842 годов                                  | 301 764                             |
| 1839                                | #16                                 | —                                            | 1.А «СПБ АЧ»                        | Орёл образца 1832—1842 годов                                  | 1 609 008                           |
| 1840                                | #17                                 | —                                            | 1.А «СПБ АЧ»                        | Орёл образца 1832—1842 годов                                  | 1 277 003                           |
| 1841                                | #18                                 | —                                            | 1.А «СПБ АЧ»                        | Орёл образца 1832—1842 годов                                  | 1 668 003                           |
| 1842                                | #19                                 | —                                            | 1.А «СПБ АЧ»                        | Орёл образца 1832—1842 годов                                  | 2 180 029                           |
| 1842                                | #92                                 | R3                                           | —                                   | —                                                             | 695                                 |
| 1846                                | #93                                 | R3                                           | —                                   | —                                                             | 62                                  |
| 1848                                | #94                                 | R3                                           | —                                   | —                                                             | 485                                 |
| 1849                                | #95                                 | R3                                           | —                                   | —                                                             | 133                                 |

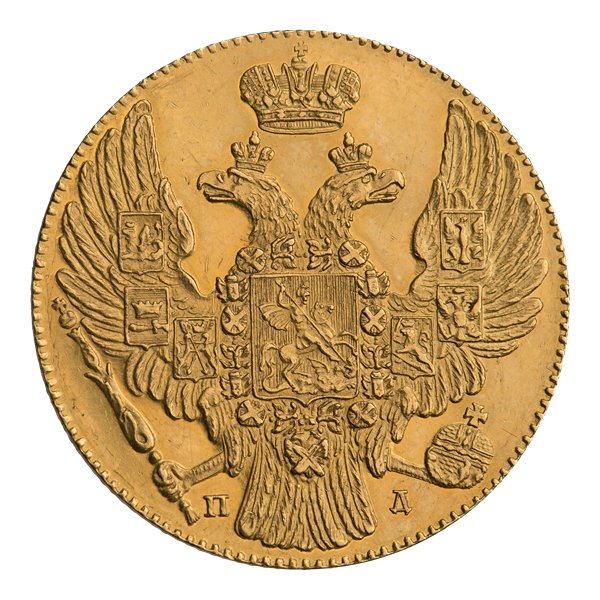
Аверс пяти рублей 1832 года (Биткин #884/R2)
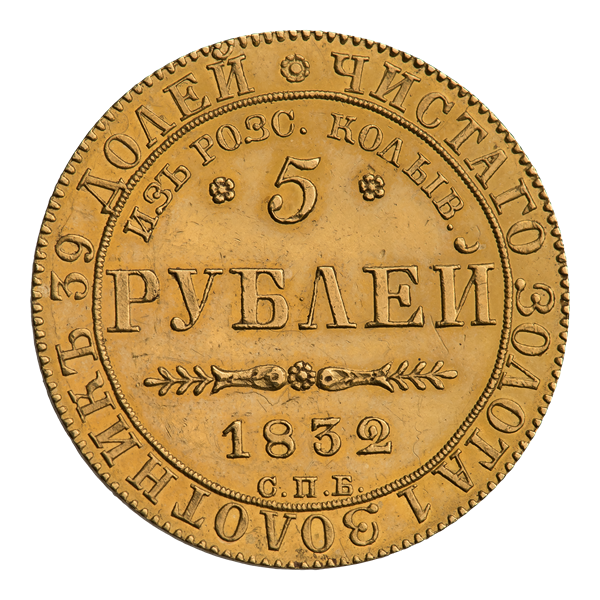
Реверс
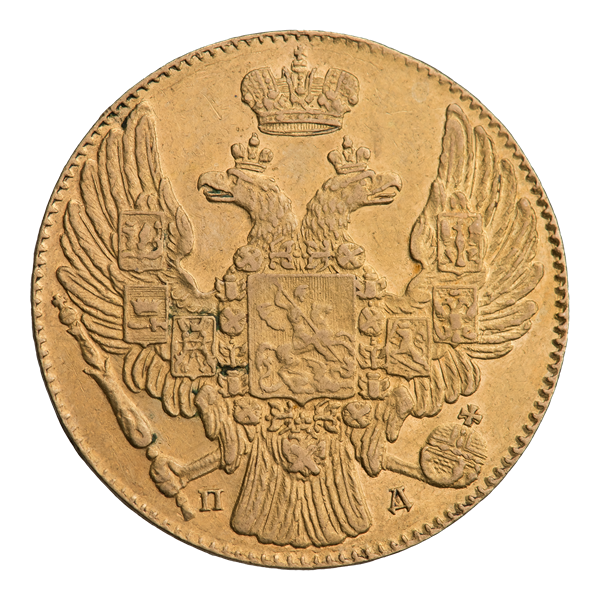
Аверс пяти рублей 1832 года, орёл крыльями вниз (Биткин #8)
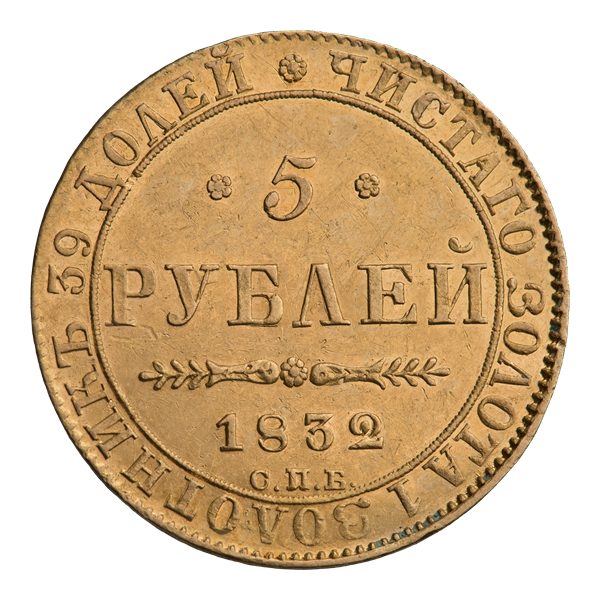
Реверс
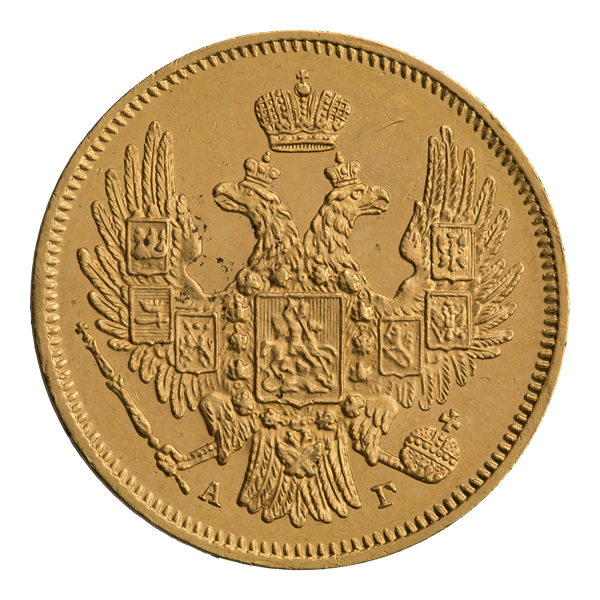
Аверс пяти рублей 1846 года, орёл крыльями вниз (Биткин #H28/R)
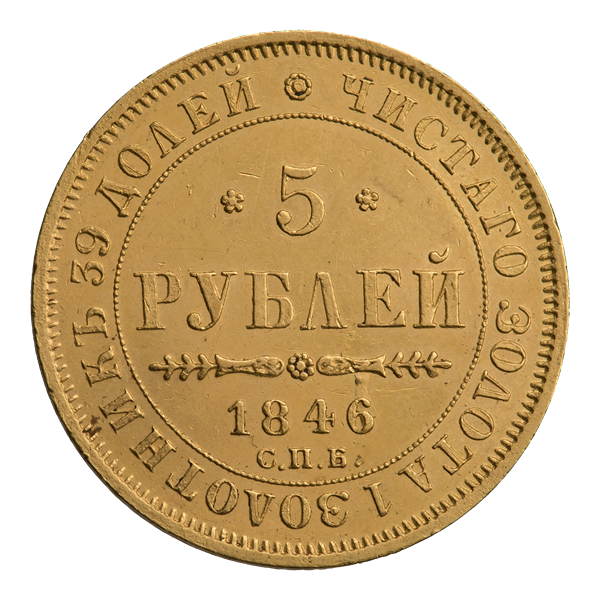
Реверс
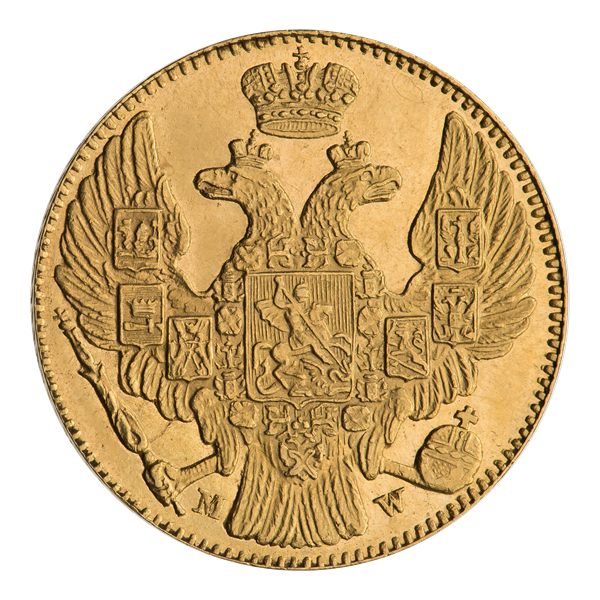
Аверс пяти рублей 1848 года (Биткин #Н94/R3)
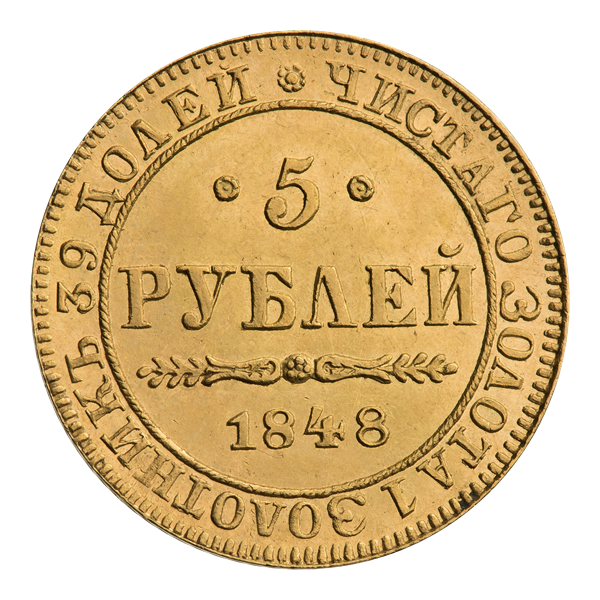
Реверс

### Александр II
Во времена правления Александра II пять рублей чеканились из золота 917 пробы, их диаметр составляет 22,7 мм, а вес равен 6,54 г, чистого золота 6,00 г. Были выпущены в Санкт-Петербургском монетном дворе в количестве 3 800 002 экземпляров. Гурт является пунктирным.
На аверсе пяти рублей 1856 года изображён герб Российской империи концаXIX века — двуглавый орёл с распростёртыми крыльями под тремя коронами. На груди орла расположен щит с гербом Москвы, окружённый цепью ордена Святого Андрея Первозванного. На крыльях орла расположены щиты с гербами царств: Казанского, Астраханского, Сибирского, Польского, Херсонеса Таврического и княжества Финляндского. В правой лапе он сжимает скипетр, в левой держит державу. Под орлом инициалы минцмейстера: «А — Г» — А. Гертов. На реверсе внутри точечного ободка изображён номинал «* 5 * РУБЛЕЙ». Под фигурной чертой указана дата «1856» и обозначен монетный двор «С. П. Б». Круговая надпись: «ЧИСТАГО ЗОЛОТА 1 ЗОЛОТНИКЪ 39 ДОЛЕЙ *».
Характеристики пяти рублей Александра II с последующими годами менялись: с 1859 года диаметр составляет 22,6 мм.
Детали пяти рублей Александра II также менялись: на аверсе пяти рублей 1859 года изображён герб Российской империи середины XIX века — двуглавый орёл с распростёртыми крыльями под тремя коронами, из верхней короны спускается развевающаяся Андреевская лента. На крыльях орла расположены щиты с гербами царств Казанского, Польского, Херсонеса Таврического, с соединённым гербом Великих княжеств Киевского, Владимирского и Новгородского, царств Астраханского, Сибирского, Грузинского и Княжества Финляндского. Под орлом указаны инициалы минцмейстера: «П — Ф» — П. Фоллендорф. На реверсе под фигурной чертой изображена дата: «1859».
Пять рублей Александра II чеканились с 1855 по 1881, у которых существуют разновидности.
| Разновидности пяти рублей Александра II | Разновидности пяти рублей Александра II | Разновидности пяти рублей Александра II      | Разновидности пяти рублей Александра II | Разновидности пяти рублей Александра II | Разновидности пяти рублей Александра II |
| Год                                     | Номер по каталогу Биткина               | Ориентировочная редкость по каталогу Биткина | Разновидность                           | Описание разновидности                  | Тираж                                   |
| --------------------------------------- | --------------------------------------- | -------------------------------------------- | --------------------------------------- | --------------------------------------- | --------------------------------------- |
| 1855                                    | #1                                      | —                                            | «СПБ АГ»                                | —                                       | 3 900 004                               |
| 1856                                    | #2                                      | —                                            | «СПБ АГ»                                | —                                       | 3 800 002                               |
| 1857                                    | #3                                      | —                                            | «СПБ АГ»                                | —                                       | 4 500 002                               |
| 1858                                    | #4                                      | —                                            | «СПБ ПФ»                                | —                                       | 3 500 005                               |
| 1859                                    | #5                                      | —                                            | «СПБ ПФ»                                | —                                       | 3 900 004                               |
| 1860                                    | #6                                      | —                                            | «СПБ ПФ»                                | —                                       | 3 600 002                               |
| 1861                                    | #7                                      | —                                            | «СПБ ПФ»                                | —                                       | 3 400 003                               |
| 1862                                    | #8                                      | —                                            | «СПБ ПФ»                                | —                                       | 6 354 099                               |
| 1863                                    | #9                                      | —                                            | «СПБ МИ»                                | —                                       | 7 200 003                               |
| 1864                                    | #10                                     | —                                            | «СПБ АС»                                | —                                       | 3 900 007                               |
| 1865                                    | #11                                     | —                                            | «СПБ АС»                                | —                                       | 3 901 543                               |
| 1865                                    | #12                                     | —                                            | «СПБ СШ»                                | —                                       | 3 901 543                               |
| 1866                                    | #13                                     | R1                                           | «СПБ СШ»                                | —                                       | 3 900 006                               |
| 1866                                    | #14                                     | —                                            | «СПБ HI»                                | —                                       | 3 900 006                               |
| 1867                                    | #15                                     | —                                            | «СПБ HI»                                | —                                       | 3 494 100                               |
| 1868                                    | #16                                     | —                                            | «СПБ HI»                                | —                                       | 3 400 003                               |
| 1869                                    | #17                                     | —                                            | «СПБ HI»                                | —                                       | 3 900 003                               |
| 1870                                    | #18                                     | —                                            | «СПБ HI»                                | —                                       | 5 000 005                               |
| 1871                                    | #19                                     | R                                            | «СПБ HI»                                | —                                       | 800 003                                 |
| 1872                                    | #20                                     | —                                            | «СПБ HI»                                | —                                       | 2 400 003                               |
| 1873                                    | #21                                     | —                                            | «СПБ HI»                                | —                                       | 3 300 003                               |
| 1874                                    | #22                                     | —                                            | «СПБ HI»                                | —                                       | 4 800 003                               |
| 1875                                    | #23                                     | —                                            | «СПБ HI»                                | —                                       | 4 000 003                               |
| 1876                                    | #24                                     | —                                            | «СПБ HI»                                | —                                       | 6 000 005                               |
| 1877                                    | #25                                     | —                                            | «СПБ HI»                                | —                                       | 6 600 003                               |
| 1877                                    | #26                                     | —                                            | «СПБ НФ»                                | —                                       | 6 600 003                               |
| 1878                                    | #27                                     | —                                            | «СПБ НФ»                                | —                                       | 6 800 006                               |
| 1879                                    | #28                                     | —                                            | «СПБ НФ»                                | —                                       | 7 225 005                               |
| 1880                                    | #29                                     | —                                            | «СПБ НФ»                                | —                                       | 6 200 007                               |
| 1881                                    | #30                                     | —                                            | «СПБ НФ»                                | —                                       | 5 400 007                               |

### Александр III
Во времена правления Александра III пять рублей чеканились из золота 917 пробы, их диаметр составляет 22,6 мм, а вес равен 6,54 г, чистого золота 6,00 г. Были выпущены в Санкт-Петербургском монетном дворе в количестве 4 547 006 экземпляров. Гурт является пунктирным.
На аверсе пяти рублей 1882 года изображён герб Российской империи конца XIX века — двуглавый орёл с распростёртыми крыльями под тремя коронами, из верхней короны спускается развевающаяся Андреевская лента. На груди орла расположен щит с гербом Москвы, окружённый цепью ордена Святого Андрея Первозванного. На крыльях орла расположены щиты с гербами царств Казанского, Польского, Херсонеса Таврического, соединённый герб Великих княжеств Киевского, Владимирского и Новгородского, царств Астраханского, Сибирского, Грузинского и Княжества Финляндского. В правой лапе он сжимает скипетр, в левой держит державу. Под орлом инициалы минцмейстера: «Н — Ф» — Н. Фоллендорф. На реверсе внутри точечного ободка изображён номинал «* 5 * РУБЛЕЙ». Под фигурной чертой указана дата «1882» и обозначен монетный двор «С. П. Б». Круговая надпись: «ЧИСТАГО ЗОЛОТА 1 ЗОЛОТНИКЪ 39 ДОЛЕЙ *».
Характеристики пяти рублей Александра III с последующими годами менялись: с 1886 года проба золота 900, диаметр составляет 21,3 мм, а вес равен 6,45 г, чистого золота 5,81 г. Гурт является гладким.
Детали пяти рублей Александра III также менялись: на аверсе пяти рублей 1886 года изображён левый профильный портрет императора. Круговая надпись: «Б. М. АЛЕКСАНДРЪ III ИМПЕРАТОРЪ И САМОДЕРЖЕЦЪ ВСЕРОССІЙСКІЙ✿». Зубчатый ободок по краю. На реверсе изображён герб Российской империи конца XIX века — двуглавый орёл нового рисунка с распростёртыми крыльями под тремя коронами, из верхней короны спускается развевающаяся Андреевская лента. Под орлом расположена надпись: «5 рублей 1886 г». Зубчатый ободок по краю.
Пять рублей Александра III чеканились с 1881 по 1894, у которых существуют разновидности. В 1885 году были отчеканены монеты нового образца с датой 1886 года в количестве 3 360 000 экземпляров.
| Разновидности пяти рублей Александра III | Разновидности пяти рублей Александра III | Разновидности пяти рублей Александра III     | Разновидности пяти рублей Александра III | Разновидности пяти рублей Александра III        | Разновидности пяти рублей Александра III |
| Год                                      | Номер по каталогу Биткина                | Ориентировочная редкость по каталогу Биткина | Разновидность                            | Описание разновидности                          | Тираж                                    |
| ---------------------------------------- | ---------------------------------------- | -------------------------------------------- | ---------------------------------------- | ----------------------------------------------- | ---------------------------------------- |
| 1881                                     | #1                                       | —                                            | 1 «СПБ НФ»                               | Орёл образца 1859—1882 годов                    | 5 400 007                                |
| 1882                                     | #2                                       | —                                            | 1 «СПБ НФ»                               | Орёл образца 1859—1882 годов                    | 4 547 006                                |
| 1883                                     | #3                                       | —                                            | 1 «СПБ ДС»                               | Орёл образца 1859—1882 годов                    | 5 632 017                                |
| 1883                                     | #4                                       | R1                                           | 1 «СПБ АГ»                               | Орёл образца 1859—1882 годов                    | 5 632 017                                |
| 1883                                     | #6                                       | —                                            | 2 «СПБ АГ»                               | Орёл образца 1885 года                          | —                                        |
| 1884                                     | #5                                       | R1                                           | 1 «СПБ АГ»                               | Орёл образца 1859—1882 годов                    | 4 801 004                                |
| 1884                                     | #7                                       | —                                            | 2 «СПБ АГ»                               | Орёл образца 1885 года                          | —                                        |
| 1885                                     | #8                                       | —                                            | 2 «СПБ АГ»                               | Орёл образца 1885 года                          | 5 343 011                                |
| 1886                                     | #24                                      | —                                            | 1 «(АГ)»                                 | «А.Г.» в обрезе шеи, портрет с длиной бородой   | 351 042                                  |
| 1886                                     | #29                                      | R3                                           | 2 «(АГ)»                                 | «А.Г.» в обрезе шеи, портрет с короткой бородой | —                                        |
| 1886                                     | #219                                     | R3                                           | —                                        | —                                               | —                                        |
| 1887                                     | #25                                      | —                                            | 1 «(АГ)»                                 | «А.Г.» в обрезе шеи, портрет с длиной бородой   | 3 261 003                                |
| 1887                                     | #26                                      | R                                            | 1 «(АГ) АГ»                              | «А.Г.» в обрезе шеи, портрет с длиной бородой   | 3 261 003                                |
| 1887                                     | #30                                      | R3                                           | 2 «(АГ) АГ»                              | «А.Г.» в обрезе шеи, портрет с короткой бородой | —                                        |
| 1888                                     | #27                                      | —                                            | 1 «(АГ)»                                 | «А.Г.» в обрезе шеи, портрет с длиной бородой   | 5 257 007                                |
| 1888                                     | #28                                      | R3                                           | 1 «(АГ) АГ»                              | «А.Г.» в обрезе шеи, портрет с длиной бородой   | 5 257 007                                |
| 1888                                     | #31                                      | R3                                           | 2 «(АГ)»                                 | «А.Г.» в обрезе шеи, портрет с короткой бородой | —                                        |
| 1888                                     | #32                                      | R3                                           | 2 «(АГ) АГ»                              | «А.Г.» в обрезе шеи, портрет с короткой бородой | —                                        |
| 1889                                     | #33                                      | —                                            | 2 «(АГ)»                                 | «А.Г.» в обрезе шеи, портрет с длиной бородой   | 4 200 002                                |
| 1889                                     | #34                                      | —                                            | 2 «(АГ) АГ»                              | «А.Г.» в обрезе шеи, портрет с длиной бородой   | 4 200 002                                |
| 1890                                     | #35                                      | —                                            | 2 «(АГ)»                                 | «А.Г.» в обрезе шеи, портрет с длиной бородой   | 5 600 006                                |
| 1891                                     | #36                                      | —                                            | 2 «(АГ)»                                 | «А.Г.» в обрезе шеи, портрет с длиной бородой   | 541 008                                  |
| 1892                                     | #37                                      | —                                            | 2 «(АГ)»                                 | «А.Г.» в обрезе шеи, портрет с длиной бородой   | 128 006                                  |
| 1892                                     | #38                                      | R3                                           | 2 «(АГ) АГ»                              | «А.Г.» в обрезе шеи, портрет с длиной бородой   | 128 006                                  |
| 1893                                     | #39                                      | —                                            | 2 «(АГ)»                                 | «А.Г.» в обрезе шеи, портрет с длиной бородой   | 598 008                                  |
| 1894                                     | #40                                      | —                                            | 2 «(АГ)»                                 | «А.Г.» в обрезе шеи, портрет с длиной бородой   | 598 007                                  |

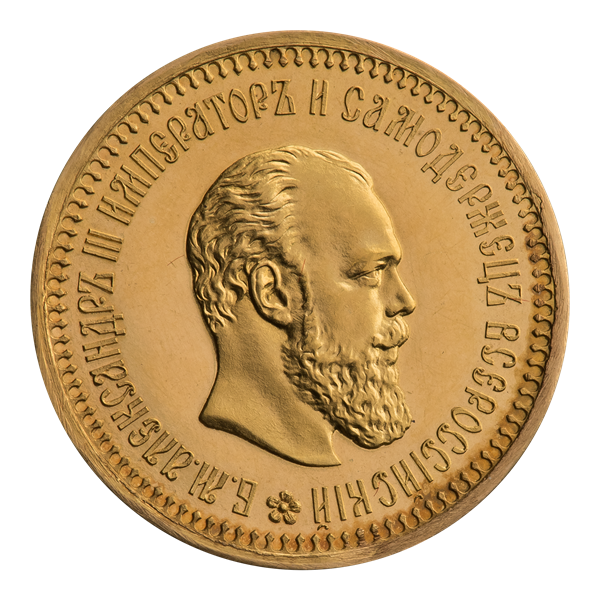
Аверс пяти рублей 1886 года (Биткин #219/R3)
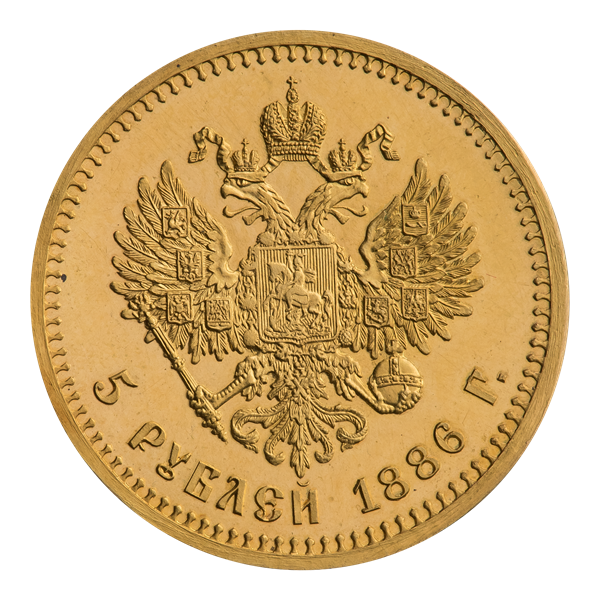
Реверс

### Николай II
Во времена правления Николая II пять рублей чеканились из золота 900 пробы, их диаметр составляет 18,4 мм, а вес равен 4,30 г, чистого золота 3,87 г. Были выпущены в Санкт-Петербургском монетном дворе в количестве 5 372 000 экземпляров. Гурт является узорным — инициалы минцмейстера «А. Г.».
На аверсе пяти рублей 1882 года изображён левый профильный портрет Николая II. Круговая надпись: «Б. М.НИКОЛАЙ II ИМПЕРАТОРЪ И САМОДЕРЖЕЦЪ ВСЕРОСС». Зубчатый ободок по краю. На реверсе изображён герб Российской империи конца XIX века — двуглавый орёл с распростёртыми крыльями под тремя коронами, из верхней короны спускается развевающаяся Андреевская лента. На крыльях орла расположены щиты с гербами царств России. Круговая надпись: «5 РУБЛЕЙ 1897 Г». Зубчатый ободок по краю.
Характеристики пяти рублей Николая II с последующими годами менялись: с 1898 года диаметр составляет 18,5 мм. На гурте надпись «ЧИСТАГО ЗОЛОТА 1 ЗОЛОТНИКЪ 78,27 ДОЛИ (А•Г)». С 1907 года гурт является узорным — инициалы минцмейстера «Э. Б.».
Детали пяти рублей Николая II также менялись: на аверсе пяти рублей 1898 года изображён левый рельефный профильный портрет императора. Ободок является узким. Штемпель 1898 года. На реверсе изображена соответствующая круговая надпись: «5 РУБЛЕЙ 1898 Г». Зубчатый ободок по краю. На аверсе 1907 года на крыльях орла изображены щиты с гербами царств Казанского, Польского, Херсонеса Таврического, соединённый герб Великих княжеств Киевского, Владимирского и Новгородского, царств Астраханского, Сибирского, Грузинского и Княжества Финляндского. Круговая надпись: «5 РУБЛЕЙ 1907 Г».
Характеристики полуимпериала — пяти рублей золотом Николая II: с 1895 года проба золота 900, диаметр составляет 21,4 мм, а вес равен 6,45 г, чистого золота 5,81 г. Является донативной монетой, была отчеканена в количестве 36 экземпляров. На гурте надпись «ЧИСТАГО ЗОЛОТА 1 ЗОЛОТНИКЪ 34,68 ДОЛИ (А•Г)».
Детали полуимпериала — пяти рублей золотом Николая II: на аверсе 1895 года изображён левый рельефный профильный портрет императора. Круговая надпись: «Б. М.НИКОЛАЙ II ИМПЕРАТОРЪ И САМОДЕРЖЕЦЪ ВСЕРОСС». Зубчатый ободок по краю. На реверсе изображён герб Российской империи конца XIX века — императорский орёл в точечном ободке. Круговая надпись: «✿ ПОЛУИМПЕРІАЛЪ ✿ 5 РУБЛЕЙ ЗОЛОТОМЪ. 1895 Г». Зубчатый ободок по краю.
Пять рублей Николая II чеканились с 1897 по 1911 год, у которых существуют разновидности. Из 109 экземпляров 1907 года 100 предназначалось для закладки фундамента нового храма. Полуимпериал — пять рублей золотом Николая II чеканились с 1895 по 1896 год, у которых отсутствуют разновидности. Является донативной монетой.
| Разновидности пяти рублей Николая II | Разновидности пяти рублей Николая II | Разновидности пяти рублей Николая II         | Разновидности пяти рублей Николая II | Разновидности пяти рублей Николая II | Разновидности пяти рублей Николая II |
| Год                                  | Номер по каталогу Биткина            | Ориентировочная редкость по каталогу Биткина | Разновидность                        | Описание разновидности               | Тираж                                |
| ------------------------------------ | ------------------------------------ | -------------------------------------------- | ------------------------------------ | ------------------------------------ | ------------------------------------ |
| 1895                                 | #320                                 | —                                            | (АГ)                                 | —                                    | 36                                   |
| 1896                                 | #321                                 | —                                            | (АГ)                                 | —                                    | 36                                   |
| 1897                                 | #18                                  | —                                            | (АГ)                                 | —                                    | 5 372 000                            |
| 1897                                 | #19                                  | R3                                           | —                                    | —                                    | 5 372 000                            |
| 1898                                 | #20                                  | —                                            | (АГ)                                 | —                                    | 52 378 008                           |
| 1898                                 | #21                                  | R2                                           | (АГ)                                 | —                                    | 52 378 008                           |
| 1898                                 | #22                                  | R3                                           | —                                    | —                                    | 52 378 008                           |
| 1899                                 | #23                                  | —                                            | (ЭБ)                                 | —                                    | 20 400 004                           |
| 1899                                 | #24                                  | —                                            | (ФЗ)                                 | —                                    | 20 400 004                           |
| 1899                                 | #25                                  | R3                                           | —                                    | —                                    | 20 400 004                           |
| 1900                                 | #26                                  | —                                            | (ФЗ)                                 | —                                    | 31 077 013                           |
| 1901                                 | #27                                  | —                                            | (ФЗ)                                 | —                                    | 7 500 022                            |
| 1901                                 | #28                                  | —                                            | (АР)                                 | —                                    | 7 500 022                            |
| 1902                                 | #29                                  | —                                            | (АР)                                 | —                                    | 6 240 009                            |
| 1903                                 | #30                                  | —                                            | (АР)                                 | —                                    | 5 148 019                            |
| 1904                                 | #31                                  | —                                            | (АР)                                 | —                                    | 2 016 010                            |
| 1906                                 | #32                                  | R4                                           | (ЭБ)                                 | —                                    | 10                                   |
| 1907                                 | #33                                  | R3                                           | (ЭБ)                                 | —                                    | 109                                  |
| 1909                                 | #34                                  | R                                            | (ЭБ)                                 | —                                    | —                                    |
| 1909                                 | #35                                  | R3                                           | —                                    | —                                    | —                                    |
| 1910                                 | #36                                  | R                                            | (ЭБ)                                 | —                                    | 200 018                              |
| 1911                                 | #37                                  | R                                            | (ЭБ)                                 | —                                    | 100 011                              |

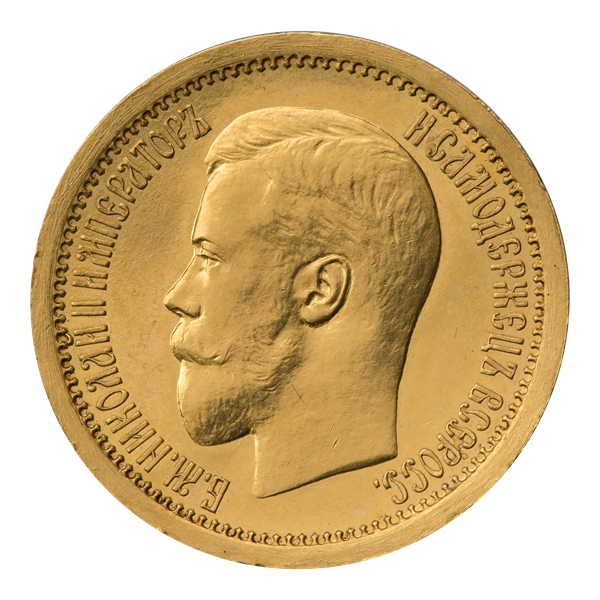
Аверс полуимпериала — пяти рублей золотом 1895 года (Биткин #320/R3)
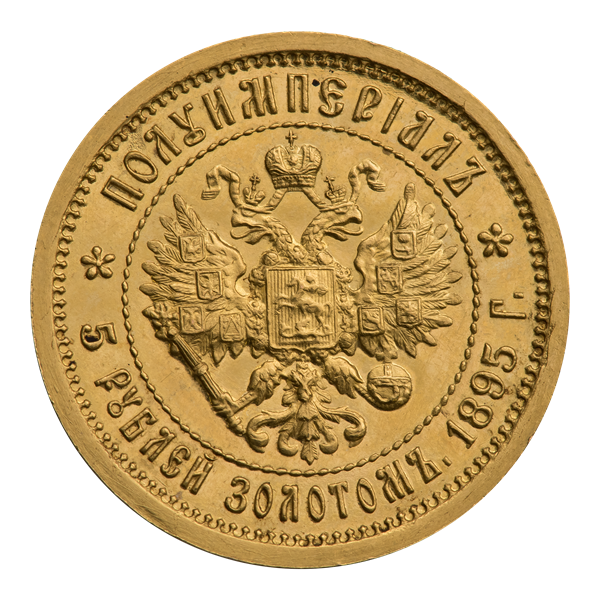
Реверс
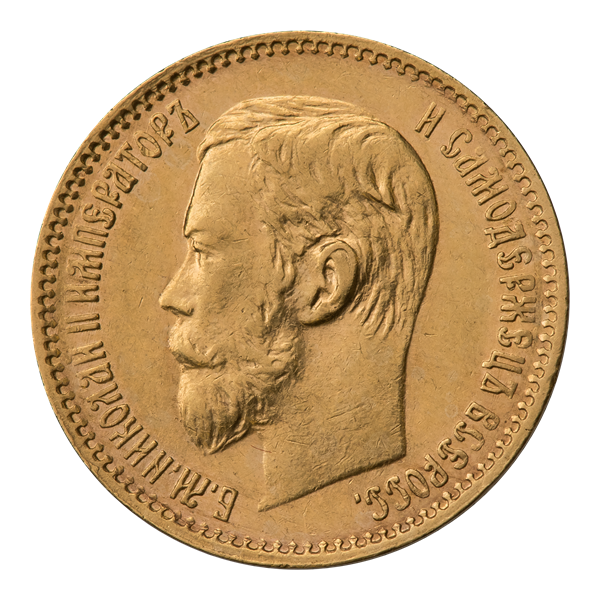
Аверс пяти рублей 1898 года (Биткин #20)
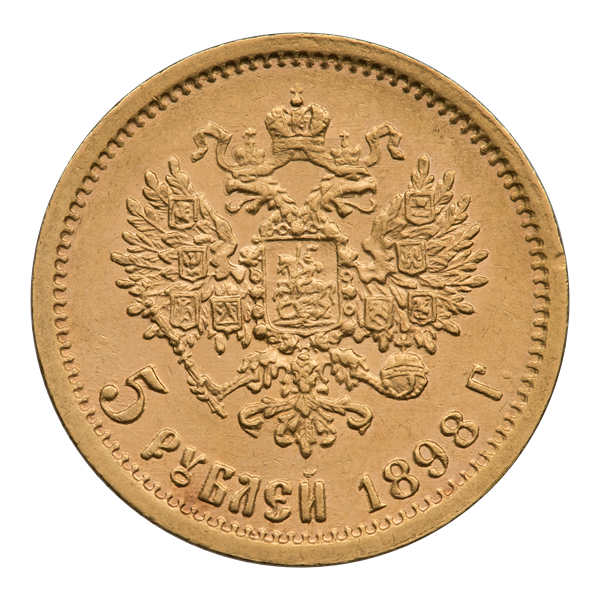
Реверс
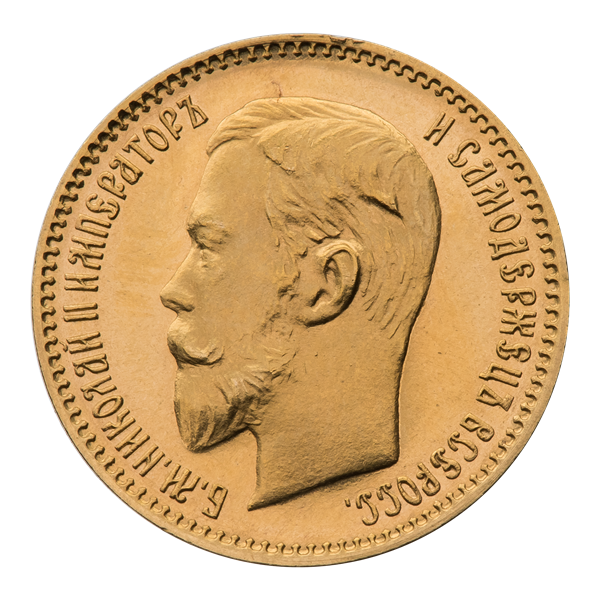
Аверс пяти рублей 1907 года (Биткин #33/R3)
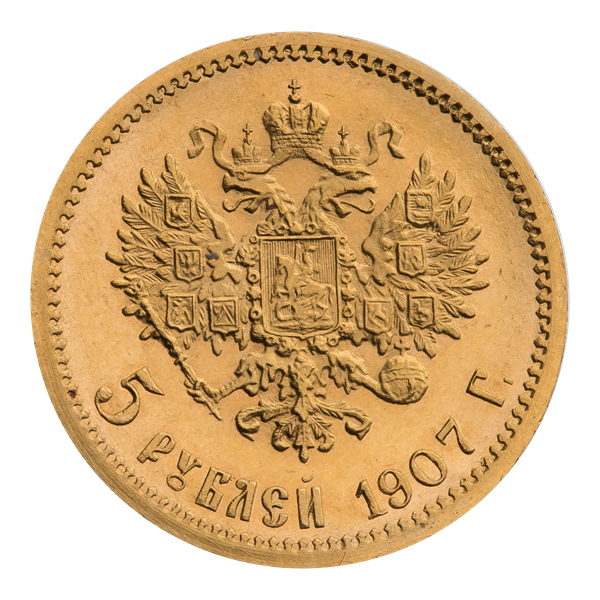
Реверс